# Квинси (Охајо)
Квинси (енгл. Quincy) град је у америчкој савезној држави Охајо.

## Демографија
По попису из 2010. године број становника је 706, што је 28 (-3,8%) становника мање него 2000. године.
| Група             | 2000.       | 2010.       |
| Белци             | 716 (97,5%) | 679 (96,2%) |
| Афроамериканци    | 1 (0,1%)    | 2 (0,3%)    |
| Азијати           | 1 (0,1%)    | 1 (0,1%)    |
| Хиспаноамериканци | 5 (0,7%)    | 4 (0,6%)    |
| Укупно            | 734         | 706         |